# Liste von Leuchttürmen in Neuseeland

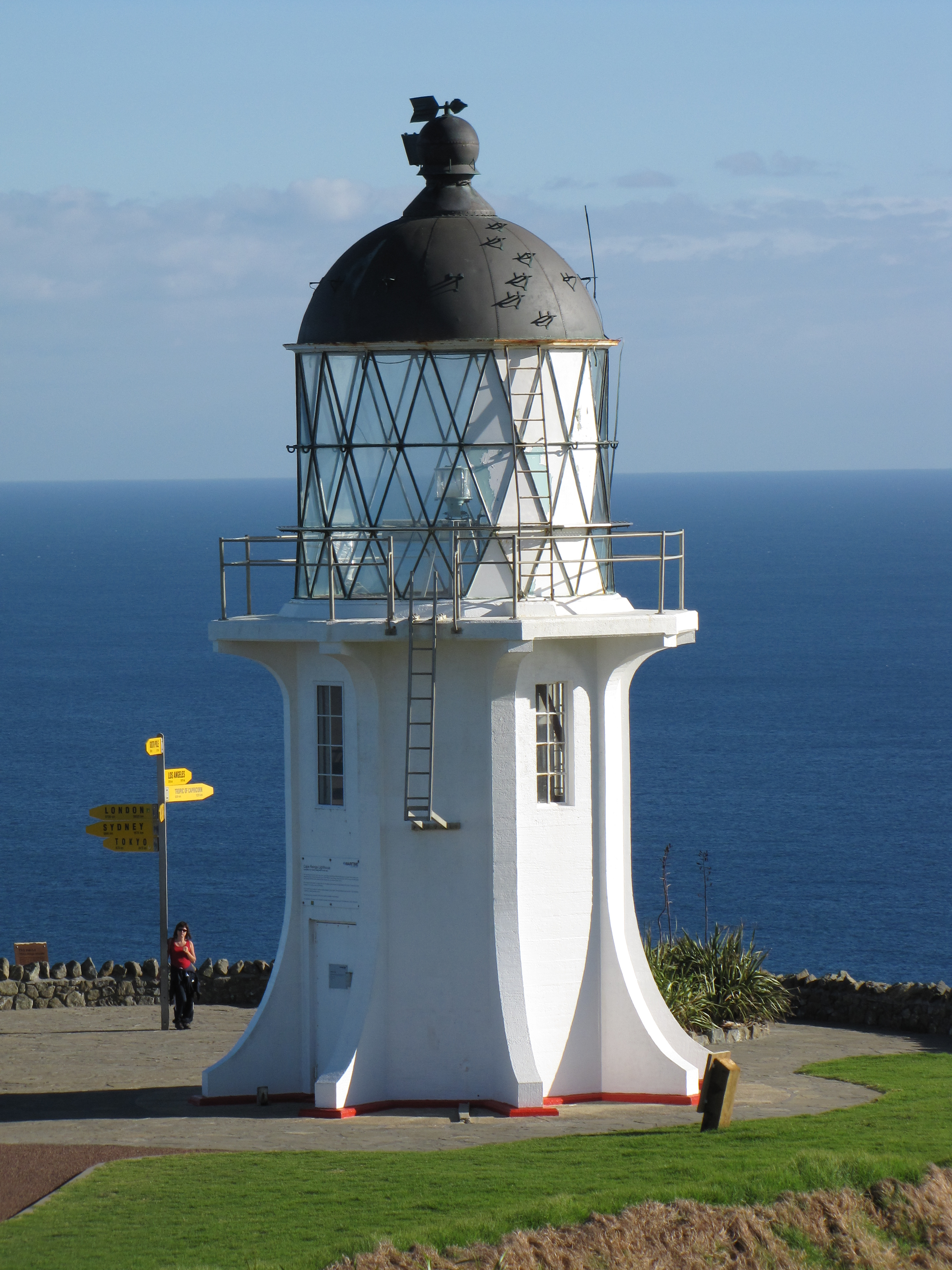
Cape Reinga Lighthouse

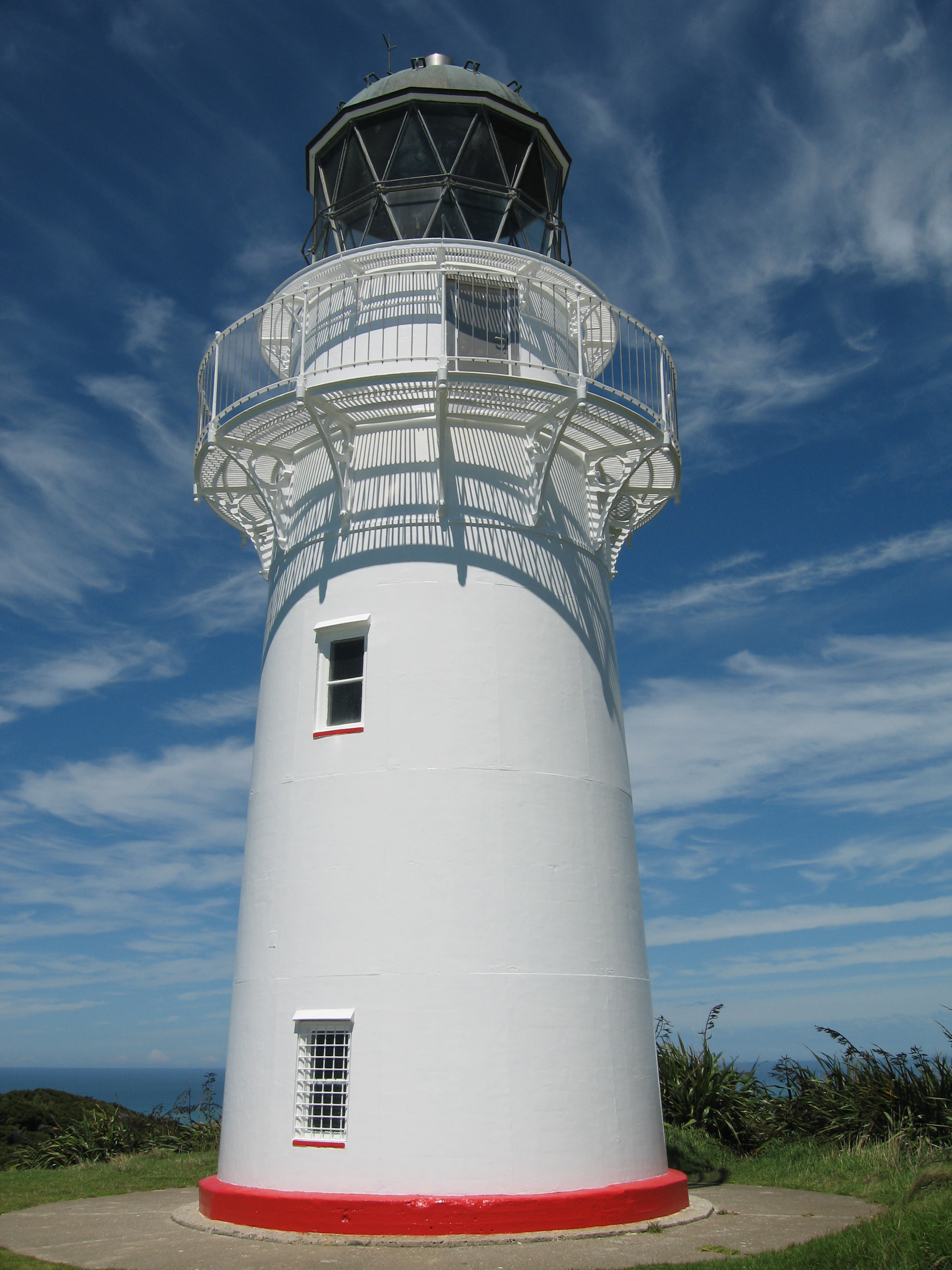
East Cape Lighthouse

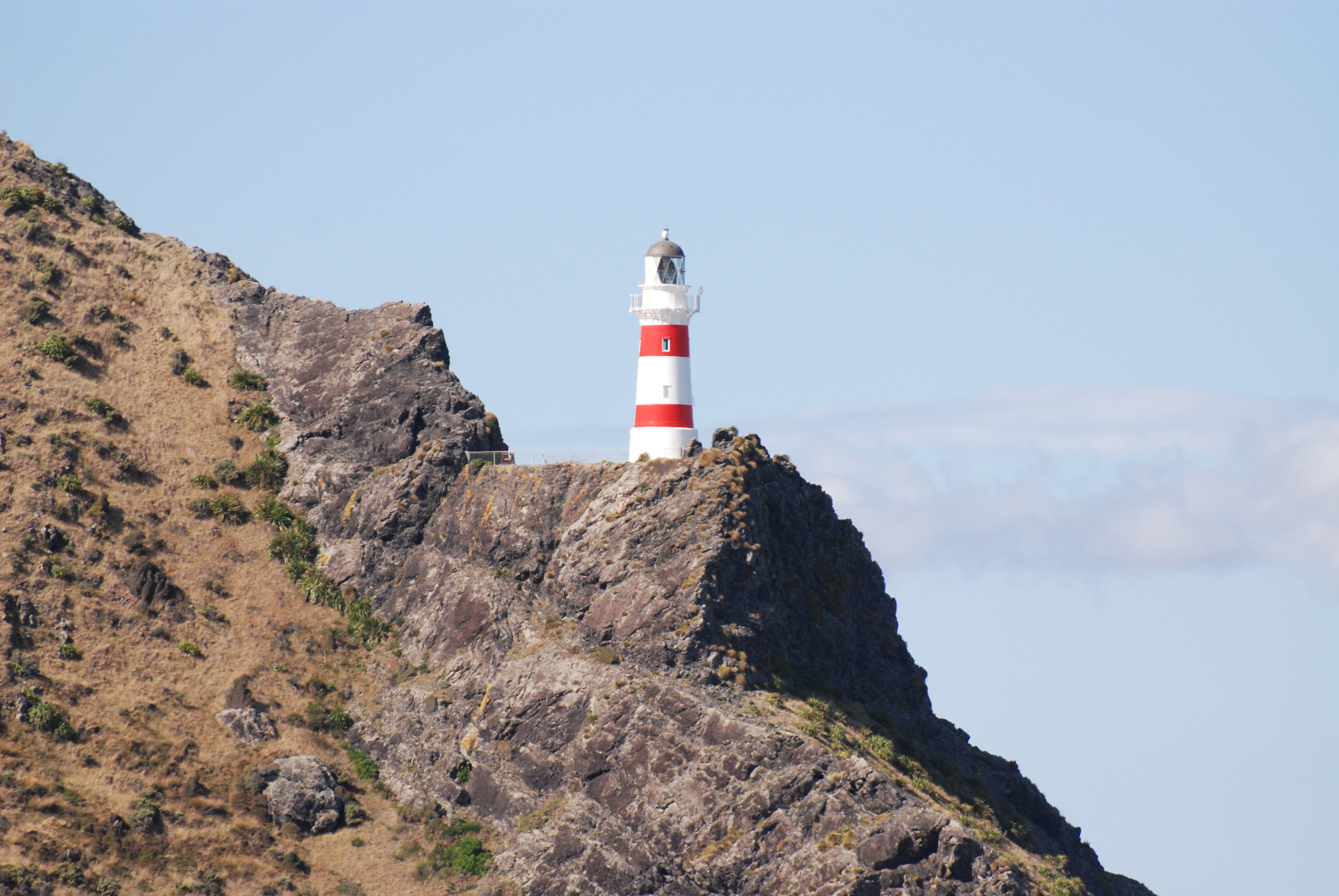
Cape Palliser Lighthouse

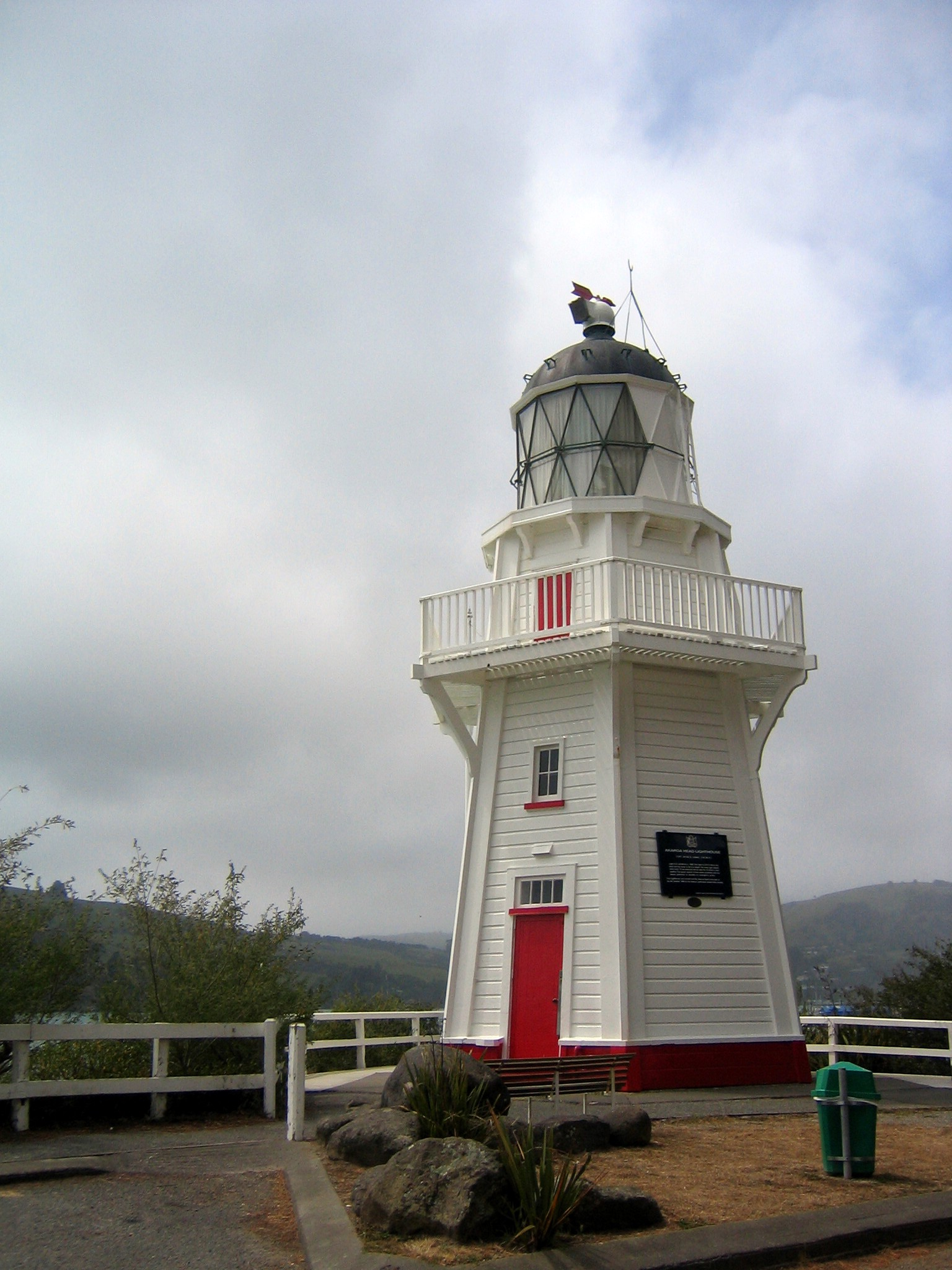
Akaroa Lighthouse

Die Liste von Leuchttürmen in Neuseeland ist eine Auswahl der aktiven und ehemaligen Leuchttürme in Neuseeland. 2012 gab es in Neuseeland 23 aktive Leuchttürme und weitere 74 Leuchtfeuer. Sie werden von Maritime New Zealand betrieben und von einem zentralen Kontrollraum am Sitz der Behörde in Wellington ferngesteuert.

## Nordinsel
| Bezeichnung                  | Lage                        | Fertigstellung | Feuerträgerhöhe | Status        |
| ---------------------------- | --------------------------- | -------------- | --------------- | ------------- |
| Baring Head Lighthouse       | 41° 25′ 0″ S, 174° 52′ 0″ O | 1935           | 12 m            | aktiv         |
| Cape Brett Lighthouse        | 35° 10′ 0″ S, 174° 20′ 0″ O | 1910           | 13 m            | außer Betrieb |
| Cape Egmont Lighthouse       | 39° 17′ 0″ S, 173° 45′ 0″ O | 1881           | 20 m            | aktiv         |
| Cape Palliser Lighthouse     | 41° 37′ 0″ S, 175° 17′ 0″ O | 1897           | 18 m            | aktiv         |
| Cape Reinga Lighthouse       | 34° 26′ 0″ S, 172° 41′ 0″ O | 1941           | 10 m            | aktiv         |
| Castle Point Lighthouse      | 40° 54′ 0″ S, 176° 14′ 0″ O | 1913           | 23 m            | aktiv         |
| Cuvier Island Lighthouse     | 36° 26′ 0″ S, 175° 47′ 0″ O | 1889           | 15 m            | aktiv         |
| East Cape Lighthouse         | 37° 41′ 0″ S, 178° 33′ 0″ O | 1900           | 14 m            | aktiv         |
| Mokohinau Islands Lighthouse | 35° 54′ 0″ S, 175° 7′ 0″ O  | 1883           | 14 m            | aktiv         |
| Pencarrow Head Lighthouse    | 41° 21′ 0″ S, 174° 51′ 0″ O | 1859           | 11,5 m          | außer Betrieb |
| Tiritiri Matangi Lighthouse  | 36° 36′ 0″ S, 174° 54′ 0″ O | 1865           | 20 m            | aktiv         |

## Südinsel
| Bezeichnung                | Lage                              | Fertigstellung | Feuerträgerhöhe | Status        |
| -------------------------- | --------------------------------- | -------------- | --------------- | ------------- |
| Akaroa Lighthouse          | 43° 48′ 44,6″ S, 172° 54′ 23,2″ O | 1879           | 8,5 m           | außer Betrieb |
| Brothers Island Lighthouse | 41° 6′ 0″ S, 174° 26′ 0″ O        | 1877           | 12 m            | aktiv         |
| Cape Campbell Lighthouse   | 41° 44′ 0″ S, 174° 17′ 0″ O       | 1870           | 22 m            | aktiv         |
| Cape Foulwind Lighthouse   | 41° 45′ 0″ S, 171° 28′ 0″ O       | 1876           | 9 m             | aktiv         |
| Centre Island Lighthouse   | 46° 28′ 0″ S, 167° 51′ 0″ O       | 1878           | 12 m            | aktiv         |
| Dog Island Lighthouse      | 46° 39′ 0″ S, 168° 25′ 0″ O       | 1865           | 37 m            | aktiv         |
| Farewell Spit Lighthouse   | 40° 33′ 0″ S, 173° 0′ 0″ O        | 1870           | 27 m            | aktiv         |
| French Pass Lighthouse     | 40° 55′ 0″ S, 173° 50′ 0″ O       | 1884           | 3 m             | aktiv         |
| Kahurangi Point Lighthouse | 40° 47′ 0″ S, 172° 13′ 0″ O       | 1903           | 18 m            | aktiv         |
| Katiki Point Lighthouse    | 45° 24′ 0″ S, 170° 52′ 0″ O       | 1878           | 8 m             | aktiv         |
| Nugget Point Lighthouse    | 46° 27′ 0″ S, 169° 49′ 0″ O       | 1870           | 9,4 m           | aktiv         |
| Puysegur Point Lighthouse  | 46° 10′ 0″ S, 166° 36′ 0″ O       | 1879           | 5 m             | aktiv         |
| Stephens Island Lighthouse | 40° 40′ 0″ S, 174° 0′ 0″ O        | 1894           | 15 m            | aktiv         |
| Tuhawaiki Point Lighthouse | 44° 27′ 0″ S, 171° 16′ 0″ O       | 1904           | 9 m             | aktiv         |
| Waipapa Point Lighthouse   | 46° 40′ 0″ S, 168° 51′ 0″ O       | 1884           | 13 m            | aktiv         |